# Air Southwest
Air Southwest Limited war eine britische Regionalfluggesellschaft mit Sitz in Plymouth und ein Tochterunternehmen der Sutton Harbour Holdings Plc, die auch Besitzer und Betreiber des inzwischen geschlossenen Flughafens Plymouth war.

## Geschichte
Die Fluggesellschaft wurde am 15. Januar 2003 als Placedean Technology gegründet. Die Umbenennung in Air Southwest erfolgte 3. Juni 2003, nachdem man sich zwischendurch ab dem 27. März 2003 Mid South Aviation genannt hatte. Die Fluggesellschaft sollte in die Lücke stoßen, die durch den Rückzug der British Airways im südwestlichen England entstanden war.
Am 26. Oktober 2003, einen Tag nach der Einstellung der Liniendienste durch British Airways, erfolgte der erste Linienflug von Plymouth über Newquay zum Flughafen Gatwick. Am 11. April 2005 wurde ein neues Drehkreuz in Newquay mit Direktflügen nach Dublin und Leeds/Bradford via Bristol eingerichtet. Gleichzeitig wurde Newquay zur Crewbasis mit fünf Flugbegleitern, zehn Piloten und einer Maschine. Eine dritte Crewbasis und Drehkreuz wurde am Flughafen Bristol eingerichtet.
Im September 2010 wurde bekannt gegeben, dass Air Southwest vorbehaltlich der behördlichen Genehmigung durch Eastern Airways übernommen würde. Im Juli 2011 wurde bekannt gegeben, dass Air Southwest ihren Basen in Plymouth und Newquay und somit den Flugbetrieb unter eigenem Namen bis zum Herbst 2011 sukzessive aufgeben würde, was inzwischen auch geschehen ist.

## Ziele
Air Southwest bediente bis Ende September 2011 von ihren Basen in Plymouth und Newquay aus zahlreiche Ziele innerhalb Großbritanniens, darunter Jersey, Bristol und Manchester sowie mit Dublin und Cork auch zwei Flugziele in Irland.

## Flotte
Mit Stand September 2011, vor Einstellung des Flugbetriebs, bestand die Flotte der Air Southwest aus drei Flugzeugen:
- 3 De Havilland DHC-8-300 (betrieben von Eastern Airways)